# Cladódio

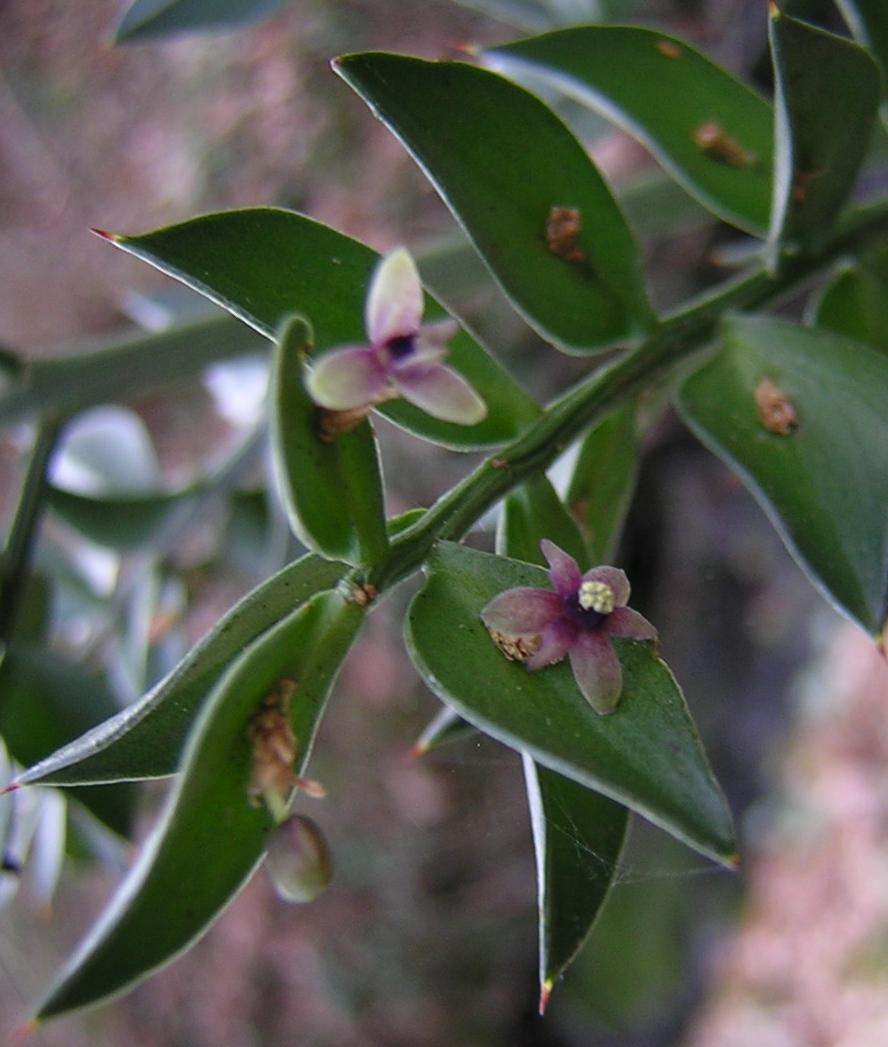
Cladódios floridos de Ruscus aculeatus.

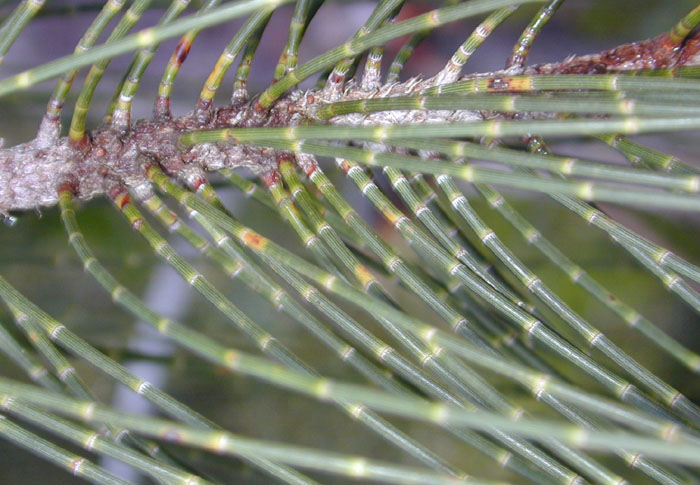
Filocládios de Casuarina equisetifolia (as folhas são as estruturas escamiformes amareladas que envolvem os nós).

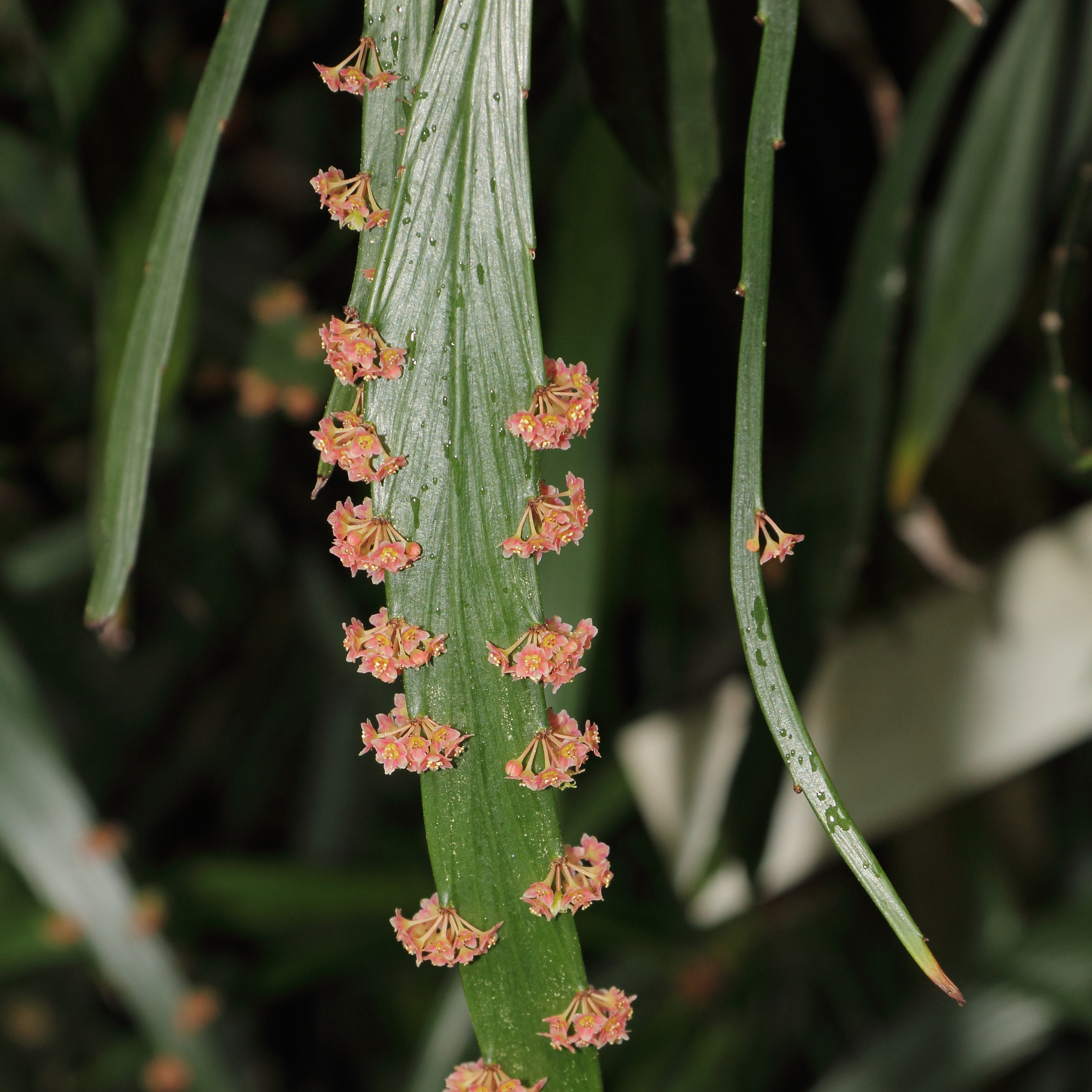
Flores ao longo da margem de cladódios/filocládios de Phyllanthus angustifolius.

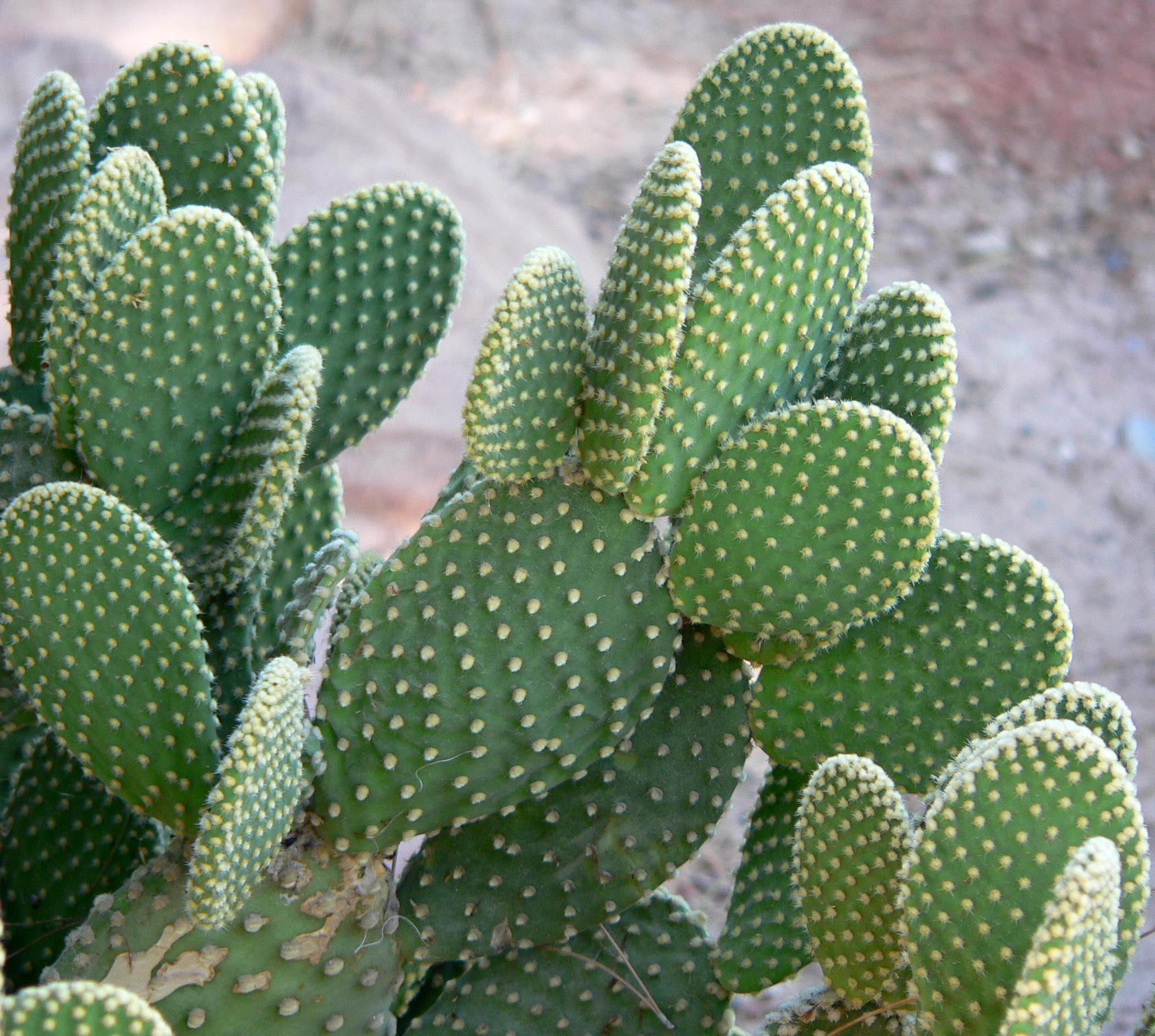
Platicládios de Opuntia microdasys.

Cladódio e filocládio (do grego: κλάδος klados, «ramo» e -ode, -ειδής de εἶδος eïdos, «forma»; e φύλλον phyllon, «folha») são termos utilizados em morfologia vegetal para designar um tipo de modificação caulinar que consiste na presença de ramos especializados, morfologicamente similares a folhas, que asseguram, tal como as folhas, funções de fotossíntese, respiração e reserva nutricional. Embora sejam em geral usados como sinónimos, alguns autores estabelecem uma distinção entre os termos, considerando que os «cladódios» são curtos, aplanados e formados por um único entrenó, enquanto os «filocládios» são alongados e constituídos por múltiplos entrenós aplanados interligados.

## Descrição
Os cladódios e filocládios são estruturas pertencentes ao sistema caulinar das plantas que apresentam características que as diferenciam das folhas, sendo geralmente considerados ramos (macroblastos) aplanados com função de folha. São geralmente inseridos na axila de uma folha (geralmente muito pequena) e podem produzir rebentos.
Nas espécies em que estão presentes, os cladódios ou filocládios garantem a fotossíntese, pelo que as folhas estão geralmente ausentes, ou são poucas e muito reduzidas, geralmente em forma de escamas ou espinhos mais ou menos achatadas, às vezes com tempo de vida muito curto. Nessas espécies, estes caules modificados substituem as folhas nas suas funções, porque as existentes são muito pequenas ou rudimentares para poder cumprir com as suas tarefas.
Quando são os pecíolos que se especializam para ter a aparência e funções das folhas, os cladódios são frequentemente designados por filódios (ou filídios) ou cladófilos. Estas designações são mais comuns em briologia, pois é designam um tipo de adaptação comum nos musgos e hepáticas.
Embora estejam presentes em diversos agrupamentos taxonómicos, ocupando habitats muito distintos, estas estruturas são  típicas de plantas xerófilas, de climas áridos ou semi-áridos.
O nome genérico de Phyllocladus, um género de coníferas, foi escolhido em resultado da ocorrência de filocládios nas espécies que o integram. A presença de cladódios/filocládios no registo fóssil recua pelo menos ao Pérmico.
Cladódios vs. filocládios
Apesar de designarem sempre estruturas caulinares com superfícies planas adaptadas à fotossíntese, as definições dos termos «cladódio» e «filocládio» (e suas variantes e termos conexos) variam. Enquanto alguns autores utilizam ambos os termos como sinónimos, outros fazem distinção, considerando os filocládios como um dos tipos de cladódios.
Nesta última acepção, os filocládios constituem em subconjunto dos cladódios, agrupando aquelas formas que se assemelham muito a estruturas foliares e que desempenham no essencial o papel estrutural e funcional que na generalidade das plantas com flor é assumido pelas folhas. Correspondem a este caso os cladódios de espécies como Ruscus aculeatus, as espécies do género Phyllanthus e algumas espécies do género Asparagus.
Numa definição alternativa os cladódios distinguem-se dos filocládios por apresentarem crescimento limitado e por serem constituídos por um único entrenó, raramente por dois entrenós, fortemente modificados. De acordo com esta definição, algumas das formas com morfologia mais semelhante a folhas são cladódios, e não filocládio. Neste caso, por definição, Phyllanthus apresenta filocládios, mas Ruscus e Asparagus apresentam cladódios. Os géneros Bryophyllum e Kalanchoe também apresentam filocládios.
Dentro da mesma linha, outra definição usa o termo «filocládio» para designar as situações em que a estrutura caulinar modificada apresenta múltiplos nós e entrenós, e o termo «cladódio» para designar cada um dos entrenós modificados. Neste caso, uma outra diferença resulta de o cladódio apresentar ramos verdes e longos, com crescimento indeterminado, enquanto o filocládio possui ramos axilares e delgados com crescimento determinado.
Apesar dos cladódios e filocládios serem interpretados como ramos modificados, estudos da biologia do desenvolvimento destas estruturas demonstrou que os tecidos que as constituem são intermédios entre folhas e ramos, como a sua estrutura e função indicam. Estudos de genética molecular confirmaram essas observações. Um desses estudos demonstrou que os cladódios de Ruscus aculeatus não são homólogos com as estruturas caulinares ou com as estruturas foliares, apresentando antes uma natureza que combina aqueles dois órgãos, tendo ao nível morfológico e molecular características combinadas dos processos do caule e das folhas.
Quando os cladódios são estruturas aplanadas e engrossadas, como é comum nos cactos (por exemplo em Opuntia) recebem a designação de «platicládios» (de piλατύς = plano, achatado, κλάδος = ramo, caule).

## Estruturas similares

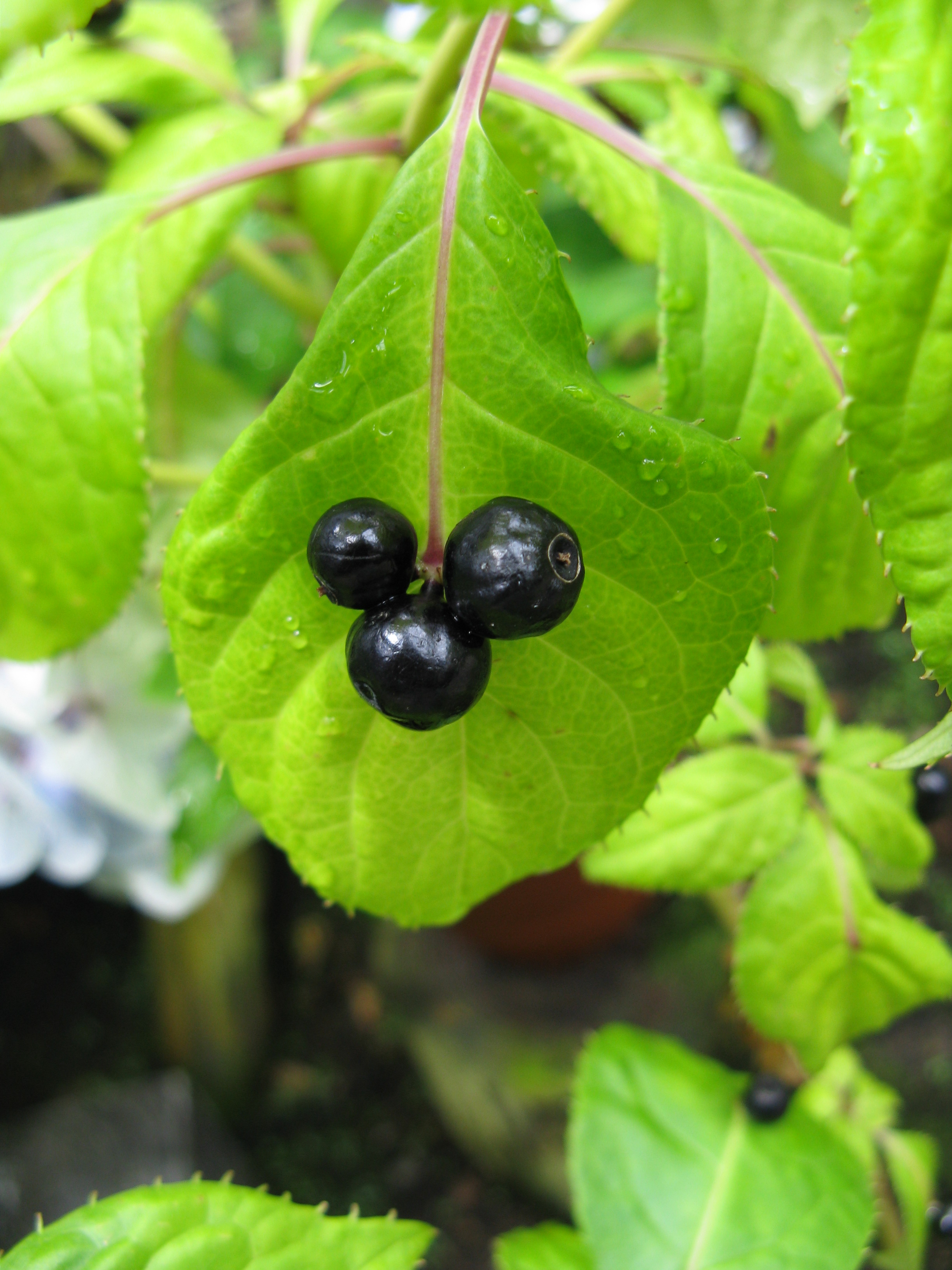
Frutificação epifílica em folhas de Helwingia japonica (para comparação com os cladódios).

Tendo em conta a grande variabilidade morfológica presente nas estruturas caulinares das plantas, foram sendo cunhados diversos termos para designar as estruturas caulinares que se assemelhem a folhas. Entre esses termos, que foram sendo adoptados pela anatomia vegetal, incluem-se os seguintes:
- Arista (folha aristada) — folhas que terminam num alongamento endurecido da estrutura apical, que em geral corresponde a um alongamento da nervura principal da venação foliar, criando uma estrutura morfologicamente similar à porção terminal de um cladódio/filocládio.
- Floração epífílica — situações em que as flores, e os frutos, se desenvolvem sobre a folha, em geral ligando-se a uma estrutura que corresponde à fusão da nervura central e do pecíolo com uma ramificação caulinar, criando uma folha que morfologicamente difícil de distinguir de um cladódio.[9] Exemplos deste tipo de floração ocorrem no género Monophyllaea (da família Gesneriaceae) e no género Helwingia (na família Helwingiaceae). Estruturas similares também ocorrem em diversas espécies de briófitos, nos quais a formação das estruturas reprodutivas ocorre sobre filídios modificados (funcional e morfologicamente equivalentes a cladódios).

## Adaptação à xerofilia

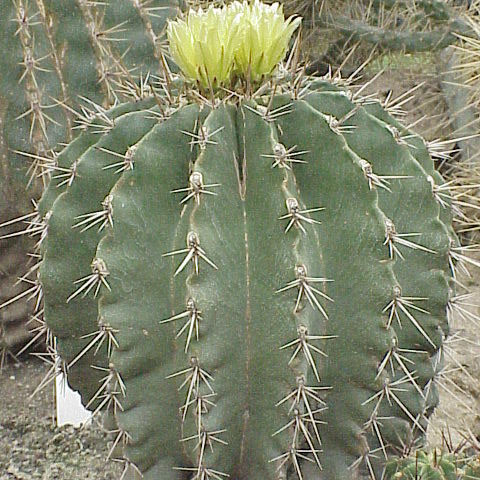
Cladódios como adaptação à secura em Ferocactus echidne.

Uma forma especifica de cladódio ocorre em plantas que apresentam adaptação à xerofilia, nomeadamente nos cactos, neste caso sob a forma de  caules modificados, com presença de clorofila na sua superfície e grande quantidade de água armazenada internamente. A ocorrência destes cladódios especializados é geralmente acompanhada pela diferenciação das folhas em espinhos, protegendo o vegetal contra predadores e contra a perda de água.
Devido à ausência, ou drástica redução, das folhas neste tipo de plantas, a fotossíntese e as trocas gasosas passam a ser realizadas pelo próprio caule.
As cactáceas, conhecidas popularmente como cactos, possuem essa modificação caulinar. É uma forma de adaptação para reduzir a perda de água, já que apresenta menos estomas do que a correspondente área de folha.

## Galeria

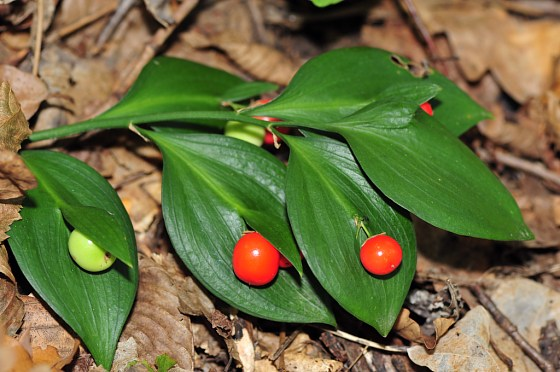
Filocládios de Ruscus hypoglossum com frutos.
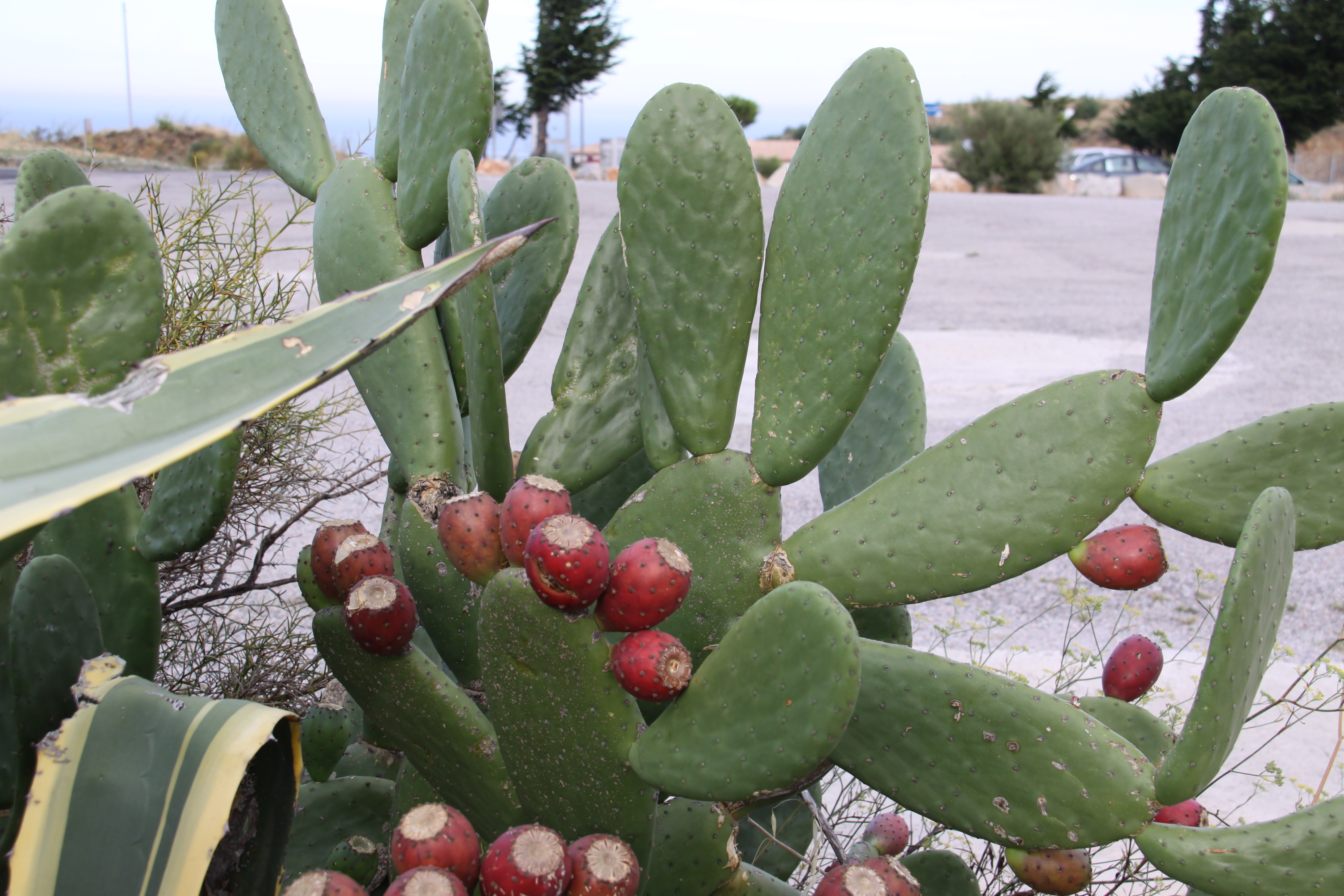
Opuntia ficus-indica, filoclados e frutos.
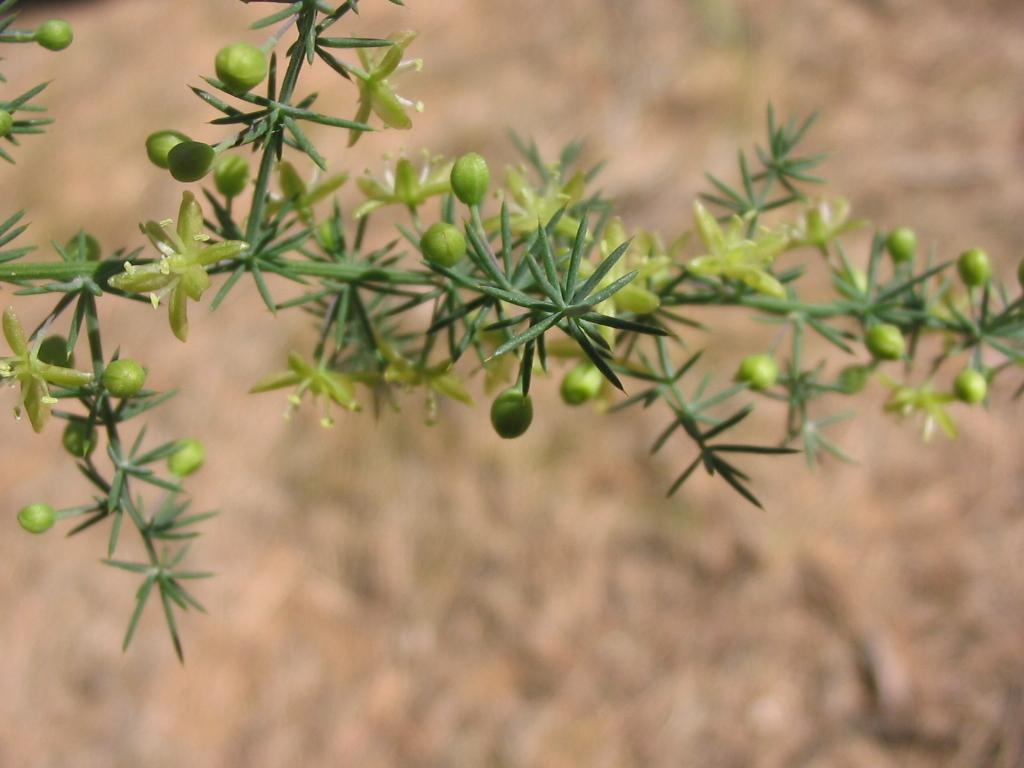
Filocládios de Asparagus acutifolius.
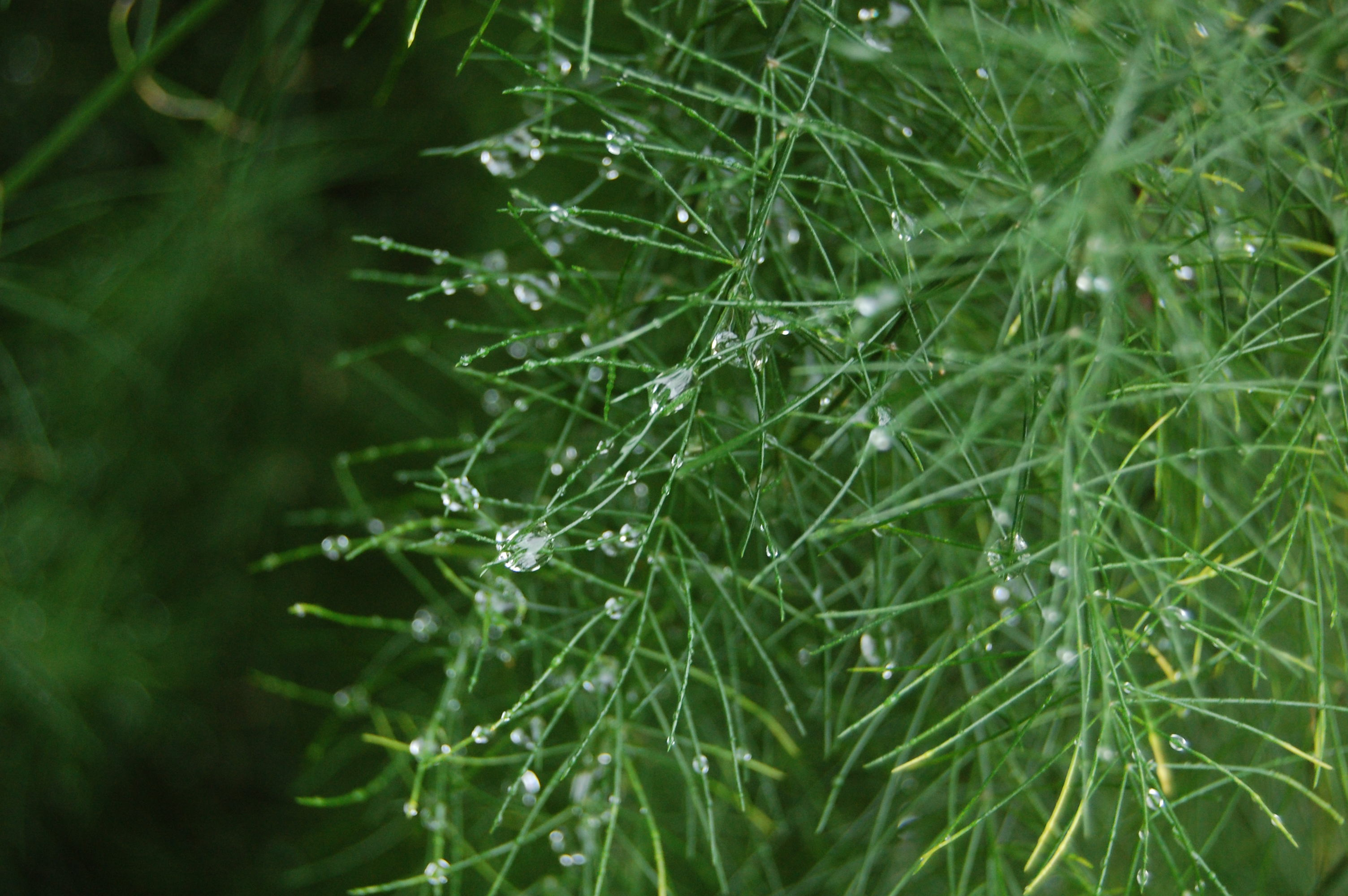
Esparrago (Asparagus officinalis), cladódios com forma de agulhas fasciculadas.
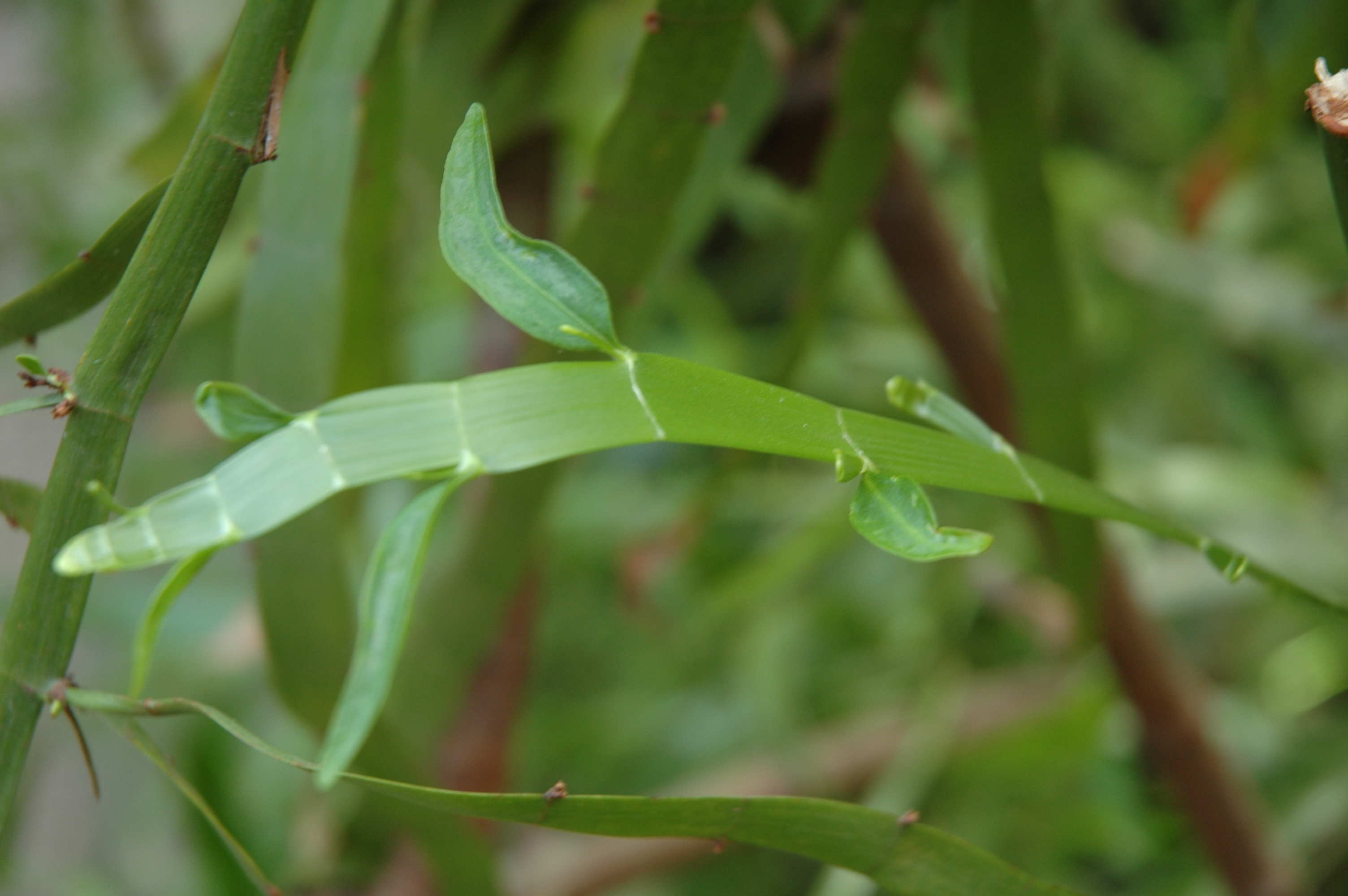
Homalocladium platycladum, filoclados e folhas.
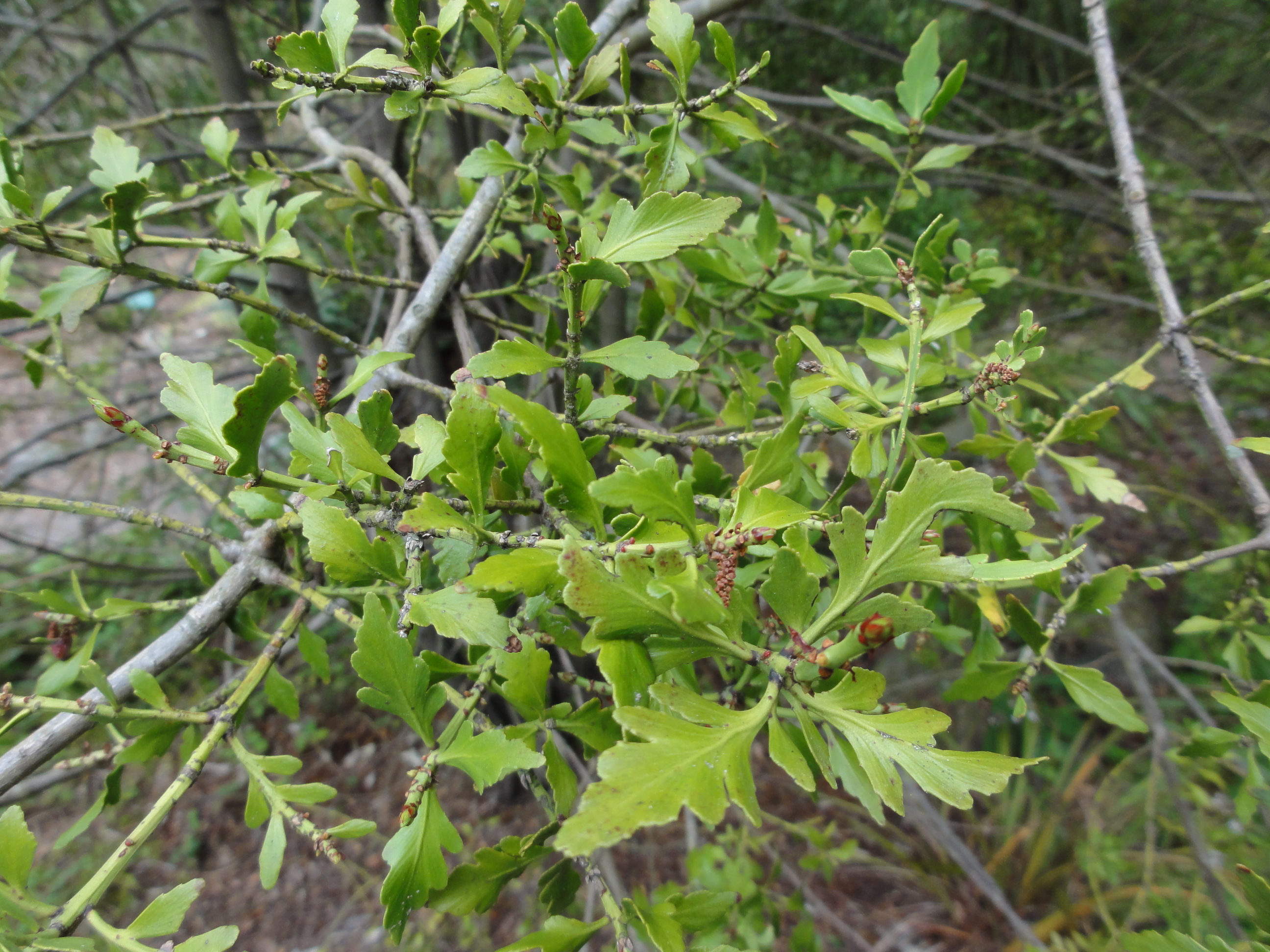
Phyllocladus alpinus, cladódios.
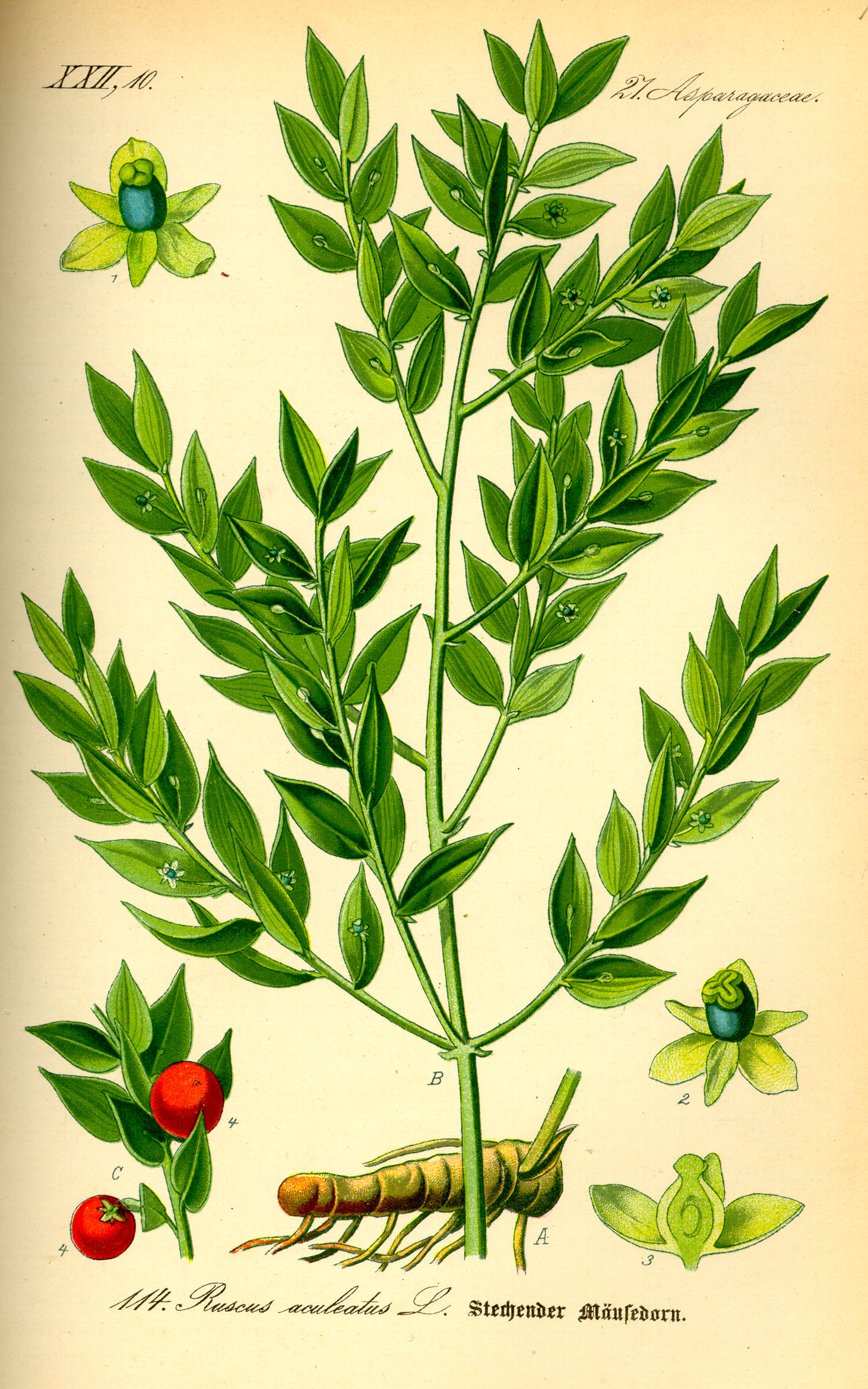
Ruscus aculeatus, ilustração mostrando filocládios semelhantes a folhas.
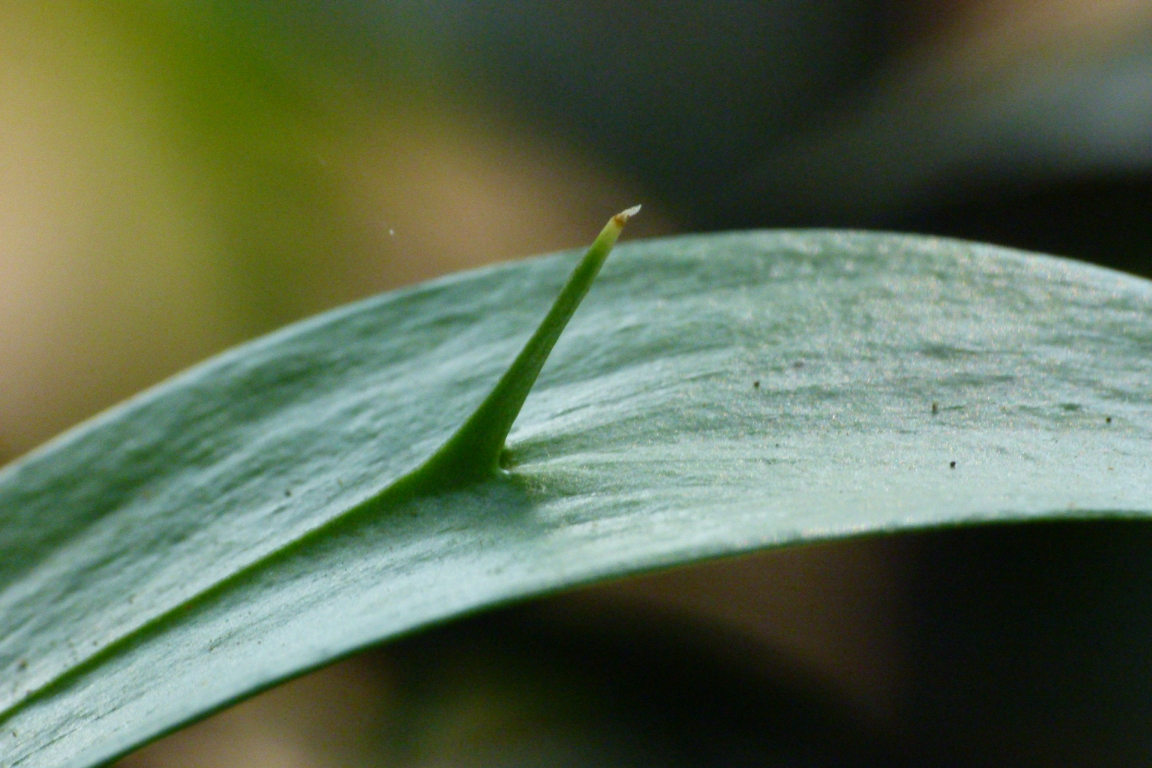
Filocládio/cladódio de Ruscus sp. mostrando um espinho formado sobre o eixo caulinar.
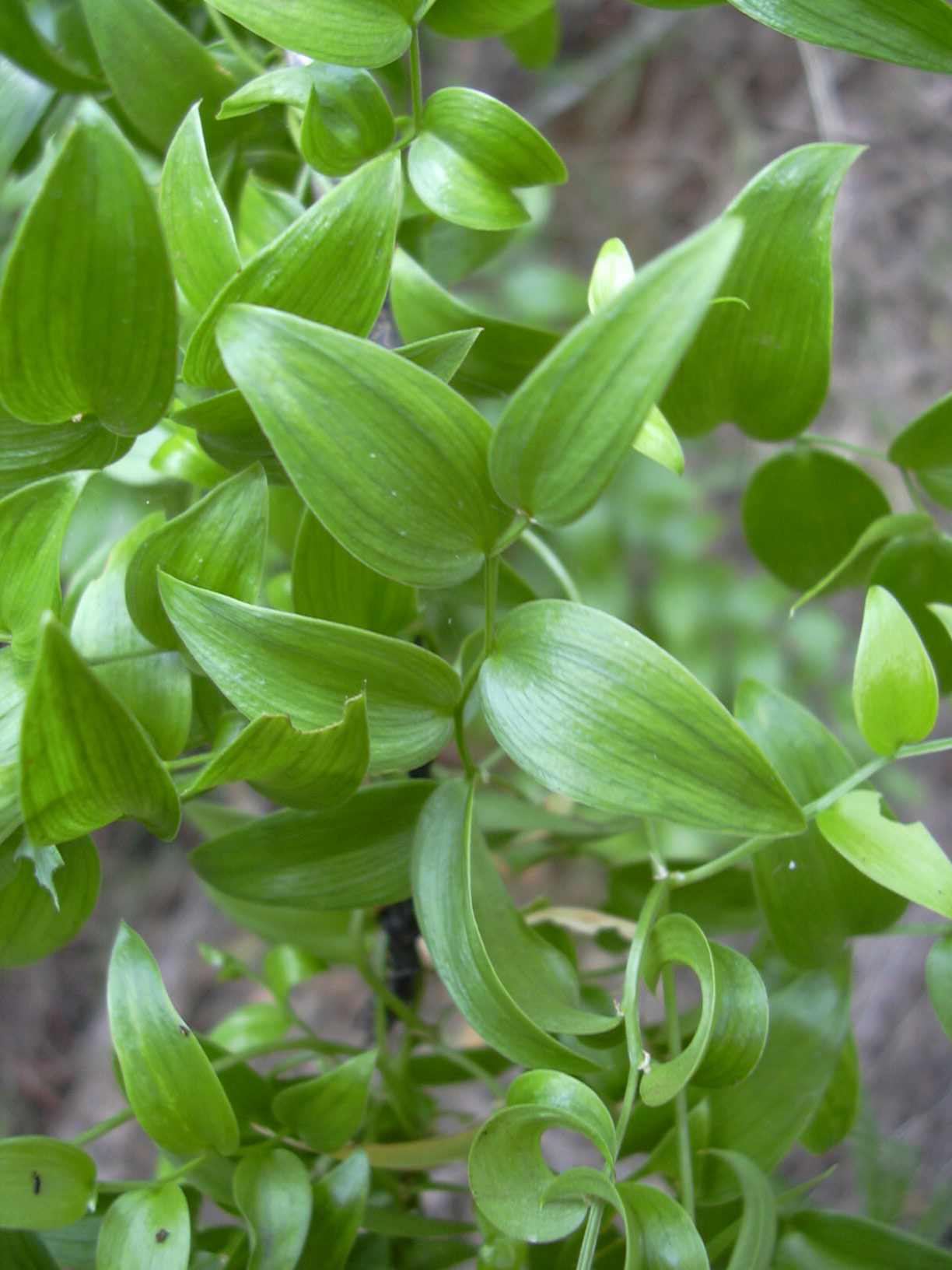
Cladódios/filocládios de Asparagus asparagoides.

## Ver Também
- Caule
- Cactos